# Eriella
Eriella is een geslacht van uitgestorven kreeftachtigen uit de klasse van de Ostracoda (mosselkreeftjes).

## Soorten
- Eriella beaumontensis (Loranger, 1954) Loranger, 1963 †
- Eriella courceyana (Robinson, 1978) Bless & Massa, 1982 †
- Eriella minima Masurel, 1989 †
- Eriella robusta Stewart & Hendrix, 1945 †
- Eriella rostrata Zbikowska, 1983 †
- Eriella subcribraria Shi & Wang, 1987 †